# أنجيلو باولينو دي سوزا
أنجيلو باولينو دي سوزا (بالبرتغالية: Angélio Paulino de Souza‏) هو محامي ولاعب كرة قدم برازيلي في مركز الوسط، ولد في 31 مايو 1953 في أونسا دي بيتانغي في البرازيل، وتوفي في 2 أغسطس 2007 في إتينا في البرازيل. شارك مع منتخب البرازيل لكرة القدم. أما مع النوادي، فقد لعب مع أتلتيكو مينيرو وسبورت ريسيفي ونادي بونتي بريتا ونادي غواراني ونادي فلومينينسي.

## وصلات خارجية
- أنجيلو باولينو دي سوزا على موقع الاتحاد الدولي (مؤرشف)  (الإنجليزية)
- أنجيلو باولينو دي سوزا على موقع قاعدة بيانات كرة القدم.إي يو (الإنجليزية)
- أنجيلو باولينو دي سوزا على موقع اللجنة الأولمبية الدولية (الإنجليزية)
- أنجيلو باولينو دي سوزا على موقع أوليمبيديا (الإنجليزية)